# Never Knew Love Like This Before
«Never Knew Love Like This Before» (en español: «Nunca antes conocí así el amor») es el segundo sencillo del sexto álbum de Thomas Anders, Souled.

## Créditos
- Producción: Peter Wolf
- Arreglos: Peter Wolf
- Grabación: Paul Ericksen en "The EMBASSY", Los Ángeles, E.U.
- Mezcla: Paul Ericksen en "The EMBASSY", Los Ángeles, E.U.
- Guitarras: David Williams, Jeff Richman, Bruse Gaitsch, Peter Roberts
- Percusión: Tony Braunagl
- Otros Instrumentos: Peter Wolf
- Coros: Phillip Ingram; Thomas Anders; Anita, June y Ruth Pointer; Alex Brown; Lynn Davis; Ina Wolf
- Letra: Reggie Lucas y James Mtume
- Música: Reggie Lucas y James Mtume

## Sencillos
CD-Maxi Polydor 851 585-2 / EAN 0042285158526	10.03.1995
1. «Never Knew Love Like This Before»	3:50
2. 	«Will You Let Me Know»		4:20
3. 	«Never Knew Love Like This Before» (Choir Mix)	4:2
Remixes - CD-Maxi Polydor 579 009-2	1995
1. 	«Never Knew Love Like This Before» (House Radio Edit)	3:24
2. 	«Never Knew Love Like This Before» (Rave Mix)		5:45
3. 	«Never Knew Love Like This Before» (Pop Mix Extended Version)	5:55
4. 	«Never Knew Love Like This Before» (House Extended Version)	5:50
5. 	«Never Knew Love Like This Before» (Lovelight Club Dub)		4:52
6. 	«Never Knew Love Like This Before» (Pop Mix Single Edit)		3:50
- Datos: Q2916911